# Duaca
Duaca est une ville de l'État de Lara au Venezuela, capitale de la paroisse civile de Fréitez et chef-lieu de la municipalité de Crespo. En 2000, sa population s'élève à 21 270 habitants.

## Situation
Elle est située à 55 km de Barquisimeto.

## Histoire
Elle fut fondée en 1691 par les Frères Diego de Marchena, Agustín Villabañes et Miguel de la Madrid.